# Älvängens station
Älvängens station är en järnvägsstation i Älvängen i Ale kommun som ligger vid E45 och Norge/Vänerbanan. Stationen är slutstation för Alependeln, och där stannar också regionaltåg som går mellan Göteborg C och Vänersborg. Det är tre spår, två för genomgående trafik och ett för vändande tåg i Alependeln. Det är två plattformar, en på östra sidan av spåren och mellan de två västra spåren. Det är trapphus med hiss på båda plattformarna. En busstation finns på den östra sidan. Bland busslinjer finns dels linjer inom Ale kommun, och dels linjer mot Lilla Edet och Trollhättan.

## Historia
Stationen öppnades som hållplats 1884 och fick rang som station 1886. Ett nytt stationshus byggdes 1908–1909. Det revs 1976, sedan persontrafiken lagts ner 1970. Stationen öppnade på nytt för persontrafik 2004. Sedan 9 december 2012 är den slutstation för Alependeln.

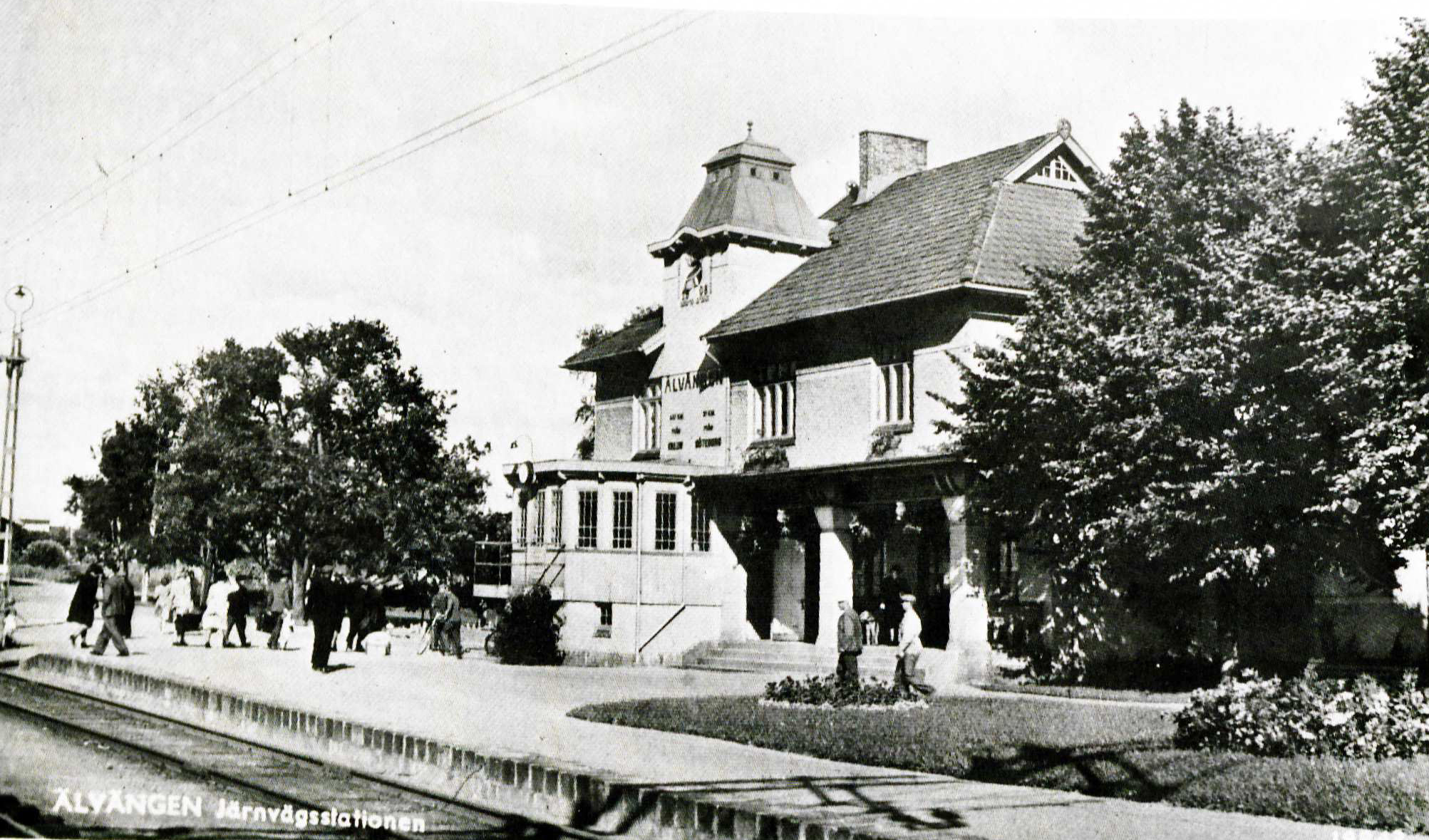
Älvängens stationshus från 1908–1909, rivet 1976.
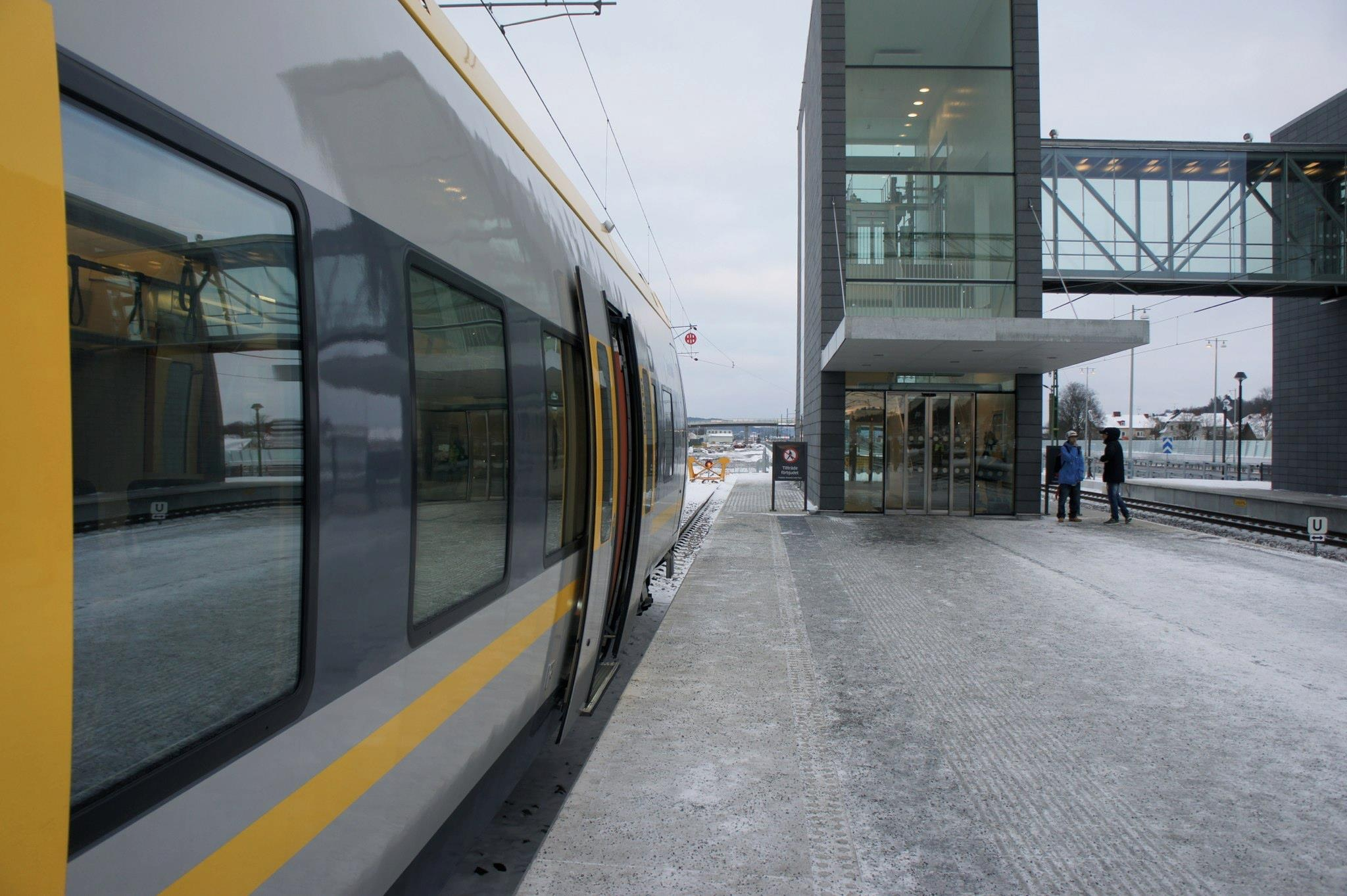
Älvängens station.

## Planer
Det föreligger långsiktiga planer på ytterligare ett vändspår, så att två pendeltåg samtidigt kan befinna sig vid stationen utan att blockera för varandra eller för annan tågtrafik.